# Vereenigde Nederlandsche Rubberfabrieken Hevea N.V.

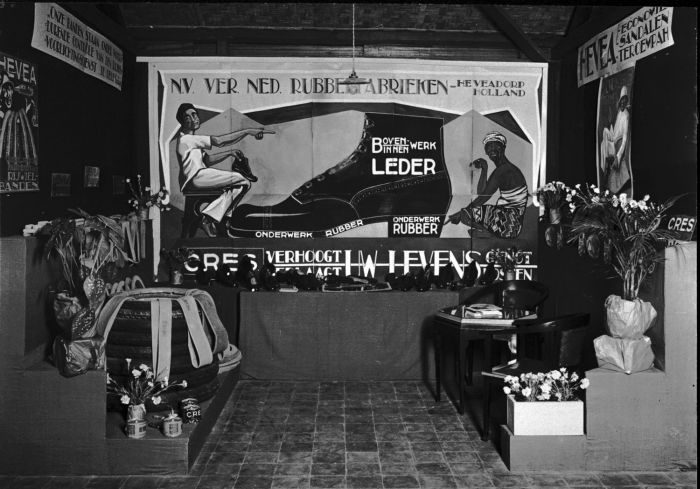
stand van de NV Vereenigde Nederlandsche Rubberfabrieken Hevea op de Jaarbeurs in Bandoeng

De Vereenigde Nederlandsche Rubberfabrieken Hevea N.V. was een rubberfabriek in de gemeente Renkum, deels in het Seelbeekdal en deels aan de Rijn in Doorwerth gevestigd. Het bedrijf bestond vanaf de oprichting in 1904 tot 1918 in Hoogezand en in 1916 tot 1977 in Doorwerth onder die naam en had een eigen fabrieksdorp, Heveadorp genaamd. Er waren ook fabrieken in Raalte, Harderwijk en Renkum. 
Na diverse overnames is het bedrijf uiteindelijk zelfstandig verdergegaan en heeft het zich ontwikkeld tot een multinationale onderneming onder de naam Hevea.

## Geschiedenis

### Sappemeer
De geschiedenis van het bedrijf begon in Sappemeer, waar Dirk Frans Wilhelmi in 1904 een fabriekje aan het Borgercompagniesterdiep overnam. Hij begon daarin een bedrijf voor het fabriceren van draadstalen hoepelvormige hieldraden voor fietsbanden en vestigde het hoofdkantoor in Groningen. Omdat de vraag naar fietsbanden erg groot bleek, leverde hij die niet alleen in Nederland, maar ook in grote hoeveelheden aan Russische en Duitse fietsbandenfabrieken. De vraag naar de hieldraden was zo groot, dat er zelfs een aparte fabriek in het Oost-Friese Weener werd opgericht die een aantal jaren heeft gedraaid. In 1906 was Wilhelmi nog actief met het bedrijf in Sappemeer en vervaardigde er banden voor rijwielen, transport- en motorrijwielen, zieken- en kinderwagenbanden.

### Hoogezand
In 1907 werd de Vennootschap Firma Wilhelmi & Co. opgericht met als vennoten Dirk Frans Wilhelmi en Tonko Haijo Meijer sr. (1865-1937). Doel van de firma was het 'fabriceren van en handel drijven in gummiwaren en aanverwante artikelen, in het bijzonder het voortzetten van de Fabrieks- en Handelszaak tot dusver door den Heer Wilhelmi voor eigen risico gedreven te Groningen, Sappemeer en Weener onder dezelfde Firma.'
In 1907 werd een nieuwe fabriek opgericht aan het Kielsterdiep (nu: Kieldiep) in Hoogezand. De fabriek heette toen reeds Hevea, wat in kapitale letters op de fabrieksschoorteen stond. De fabriek was vernoemd naar de Hevea brasiliensis, de Braziliaanse rubberboom. Hier werden behalve de draadstalen hieldraden voor de banden ook complete rubber luchtbanden voor fietsen, motorfietsen en auto's, en massieve rubber banden vervaardigd. Er vonden uitbreidingen aan de fabriek plaats, zoals in 1910 de bouw van een nieuw ketelhuis voor droogkamers. In 1911 brandde door onbekende oorzaak het deel van de fabriek uit waar de productie van fietsbanden plaatsvond en raakte een groot deel van het opgeslagen rubber beschadigd.
In februari 1915 moest de productie vier maanden worden stilgelegd wegens gebrek aan rubber, dat was ontstaan door het door de Nederlandse regering uitgevaardigde import- en exportverbod van goederen uit en naar landen die betrokken waren bij de Eerste Wereldoorlog, zoals Engeland, waar vandaan rubber werd geïmporteerd. 160 man moesten worden ontslagen.

### Doorwerth
Wilhelmi en Meijer kochten, om de capaciteit voor hun fabricage van rubberproducten elders uit te kunnen breiden, op 15 oktober 1915 het terrein van de failliete modelboerderij Het Huis ter Aa in het Seelbeekdal in Doorwerth op. Beiden hadden al ruime ervaring opgedaan in hun Hevea Rubberfabriek in Hoogezand. De woning van de boerderij werd het kantoor van de fabriek en in de stallen richtten zij Rubberfabriek Hevea op. Om de arbeiders dicht bij de fabriek te huisvesten, liet Wilhelmi een dorp rond de fabriek bouwen, dat later Heveadorp genoemd werd, en om financiële slagkracht te verkrijgen, ging hij in 1916 een fusie aan met de Amsterdamse Caoutchouc fabriek v.h. Pompe. De benodigde arbeidskrachten bestonden uit een groot deel van de werknemers van de eerdere fabriek in Hoogezand en de oudere kinderen uit diens gezinnen. Meijer leidde het bedrijf vanaf 1916 tot 1927 naast Wilhelmi, die tot de sluiting in 1918 de leiding had over de fabriek in Hoogezand.
In juli 1916 kon de fabriek in Hoogezand de productie herstarten doordat er weer voldoende rubber kon worden aangeleverd.
Op 5 september 1916 werd de Naamloze Vennootschap Vereenigde Nederlandsche Rubberfabrieken opgericht, waarin toetraden: rubberfabriek Hevea uit Hoogezand, Huis ter Aa te Doorwerth en N.V. Amsterdamsche Caoutchoucfabriek v/h Pompe & Co. uit Amsterdam. Nieuwe afdelingen werden toegevoegd: een voor het caouchouteren van goederen met medewerking van de Hollandia Fabrieken L.A & F.L. Kattenburg & Co., en een voor het twijnen van eigen garens en stoffen. Een andere relatie was die met R.S. Stokvis & Zonen Ltd.. Tot directeur werd aangesteld de grootaandeelhouder Meijer.
De fabriek produceerde vanaf 1916 fiets- en rijtuigbanden, terwijl van de resten schoenhakken werden gemaakt. De productie van autobanden bleef echter beperkt tot een poging daartoe. Al snel nadat de eerste productie was begonnen, moest de fabriek  26 juli 1916 op last van de provincie sluiten, door het ontbreken van de goedkeuring van de arbeidsinspectie. Door tussenkomst van de burgemeester van Doorwerth, kon de fabriek spoedig weer opnieuw beginnen en hadden de 200 arbeiders weer werk. 
In november 1918 vond een gang naar de effectenbeurs plaats. De fabriek in Hoogezand was op dat moment nog steeds in werking, terwijl die in Doorwerth voor een deel in gebruik was. De belangrijkste delen van het bedrijf waren al overgebracht, zodat het als hoofdvestiging kon worden aangemerkt.
In de jaren 20 van de vorige eeuw produceerde het bedrijf allerlei rubberen producten van dopjes tot grote membranen en slangen in allerlei maten voor zowel industrieel als huishoudelijk gebruik. Ook werden onder het merk C.R.E.S. leren schoenen met een rubberen zool vervaardigd. Na de Eerste Wereldoorlog was er een tekort aan natuurrubber, waardoor de fabriek experimenteerde met kunstmatige rubber. De fabriek maakte, evenals de vroegere modelboerderij Huis ter Aa, voor de fabricageprocessen gebruik van het water uit de Seelbeek.
Er waren twee fabrieken, de in het dal gelegen bovenfabriek en de later bijgebouwde de bij de Nederrijn gelegen benedenfabriek. Voor toeristen vormde de fabriek een stinkende wond in de omgeving. De fabriek bezat een weverij en twijneri “Hoanovich" voor productie van canvas om rubber op te hechten en om de producten te versterken. Ook werd staaldraad vervaardigd tot hieldraden, die het voor het binnenwerk van de (fiets)banden nodig waren, vervaardigd.
Het bedrijf had een eigen haven voor de aanvoer van de benodigde grondstoffen en kolen, en had voor de arbeiders een goede tramverbinding via de Oude Oosterbeekseweg, oostelijk met Oosterbeek en Arnhem, en westelijk met Renkum en Wageningen. Het aantal arbeiders groeide van 236 in 1916 uit tot ruim 1500 in 1928.

### Crisisjaren
Ten gevolge van de afsluiting van de Zuiderzee door de Afsluitdijk, werden werkloze vissers uit vooral Harderwijk als arbeidskrachten aangetrokken. Deze waren echter streng gelovig en vermengden zich niet met de bestaande bevolking. Zij kregen een eigen christelijk school en een eigen Gereformeerde Kerk, waardoor de eenheid in het dorp verbroken werd. Bovendien moesten door de crisis 800 arbeiders worden ontslagen.
In de fabriek werden vanaf 1936 nieuwe producten vervaardigd, zoals persluchtslangen, rubbervloeren en industriële producten. De fabriek kwam uiteindelijk de crisisjaren te boven door een grote order van het ministerie van Defensie voor - vanwege de oorlogsdreiging - de productie van gasmaskers. Hierdoor was het aantal werknemers in 1939 tot 1400 opgelopen. 
De zoon van Meijer, Reint Nanko Meijer (1896-1974), nam omdat het Wilhelmi aan doorzettingsvermogen ontbrak, op instigatie van zijn vader in 1928 de leiding over van de Hevea fabriek om het bedrijf uit het dal te trekken, waarin het tijdens de crisis terecht was gekomen.
In 1934 trok Wilhelmi zich uit het bedrijf terug om te gaan rentenieren in de Belgische, destijds mondaine badplaats, Knokke. 

### Tweede Wereldoorlog
Tijdens de Tweede Wereldoorlog werd de fabriek onder Duits gezag geplaatst en werden de grote voorraden rubber die na de Eerste Wereldoorlog waren aangelegd, gebruikt voor productie van gasmaskers voor de Wehrmacht. Door gevechtshandelingen tussen Duitse troepen en de geallieerden werd de fabriek verwoest, evenals 60 woningen. Na de oorlog werd, ondanks protesten, de fabriek herbouwd, omdat men destijds de werkgelegenheid belangrijker vond dan het landschappelijk waarde. De gelden voor de herbouw waren afkomstig van een inzamelingsactie onder de bevolking van Hoogezand, die zich nog steeds bij de fabriek betrokken voelde. Een ander deel van de benodigde gelden kwam van de Nederlandse Staat, die de arbeidsplaatsen niet verloren wilde laten gaan voor de regio.

### Nieuwe start
Het Hotel Huis ter Aa had zware oorlogsschade opgelopen en werd herbouwd. Hierin werd het kantoor gehuisvest. In 1946 werd de productie van fietsbanden, en nu ook voor onder andere rubber laarzen, weer gestart, en werden er andere nieuwe producten ontwikkeld, zoals v-snaren voor de auto-industrie. Daarbij kwam ook de productie van autobanden. Het naoorlogse oplopende tekort aan arbeiders was de reden om in 1948 de productie van laarzen naar een nieuwe fabriek in Raalte te verplaatsen die in oktober 1949 in bedrijf kwam. In 1948 werkten er weer 1000 werknemers en na het gereedkomen van de nieuwbouw van de fabriek en woningen bedroeg in 1953 de personeelsomvang al 1500. Aangezien er ook veel werknemers uit onder meer Arnhem, Wageningen en de Betuwe waren, werden deze met speciale bussen naar en van het bedrijf vervoerd. Rond 1960 waren arbeiders uit de eerste jaren van het bedrijf met pensioen gegaan en werden hun plaatsen ingenomen door Spaanse en Italiaanse gastarbeiders.

### Fusie met Vredestein
In 1962 volgde een fusie, waardoor de fabrieken in Heveadorp en Raalte onder de hoede kwamen van de N.V. Rubberfabriek Vredestein. De twee telden samen zo'n 7000 medewerkers. Uit het oog van efficiëntie werden een aantal productieafdelingen verplaatst naar andere Vredestein vestigingen. De bandenproductie verhuisde hierdoor naar Doetinchem en andere afdelingen verhuisden naar Loosduinen en Maastricht. Het aantal werknemers daalde hierdoor van 1800 naar 600. In 1967 trad een verdere verslechtering in ten gevolge van een grote brand, die de polyether afdeling verwoestte.

### Fusie Vredestein met Goodrich
Nadat Vredestein in handen viel van de Amerikaanse autobandenfabrikant B.F. Goodrich, en bleek dat Vredestein er veel slechter voorstond dan de nieuwe eigenaar had verwacht en Vredestein afstootte, greep de Staat in om geen arbeidsplaatsen verloren te laten gaan. Dit gebeurde door 51% van de aandelen van Vredestein op te kopen en de voorwaarde te stellen dat de fabrieken in Loosduinen en Heveadorp te gelde zouden worden gemaakt, en een nieuwe fabriek in het Renkums Beekdal in Renkum zou worden gebouwd. In 1979 werd de fabriek in Heveadorp gesloten en in begin jaren 80 volgde de sloop. In 1983 viel als laatste de schoorsteen van het ketelhuis van de benedenfabriek. De fabriek in Renkum heeft bestaan van 1979 tot 2003. Hier werden in twee productiehallen door 110 werknemers synthetische rubbers verwerkt tot eindproducten en halffabricaten. De fabriek is na de sluiting gesloopt in 2008.

## Heveafabrieken buiten Heveadorp
Er waren meer Heveafabrieken naast die in Heveadorp, zoals in Harderwijk en Raalte (laarzen en banden)

### Harderwijk
Vlak voor de Tweede Wereldoorlog werd de rubberfabriek Glaco in Harderwijk door Ir. L.M. Glazener opgericht. Dit bedrijf is bijna de hele oorlog in bedrijf geweest, waardoor veel mensen als 'onmisbaar' konden worden aangemerkt en als zodanig de 'Arbeitseinsatz' konden mijden. Het oorspronkelijke pand brandde op 19 september 1946 tot op de grond toe af. De nieuwe fabriek werd november 1948 vermoedelijk aan de Deventerweg in Harderwijk geopend, in de huidige industriewijk De Sypel. Hier heeft productie van latex handschoenen, badmutsen, warmwaterzakken en schuimrubber matrassen voor ziekenhuizen en scheepsbouw plaatsgevonden. Glaco werd in 1959 overgenomen door Hevea. Het bedrijf had toen ongeveer 150 werknemers in dienst. Ook na overname door Vredestein, heeft de productie plaatsgevonden tot 1967. De productie van schuimrubber matrassen was reeds eerder overgeplaatst naar Doetinchem. Het bedrijf had bij sluiting nog 85 werknemers in dienst.

### Raalte
In Raalte ging de productie van banden en laarzen van Hevea als dochterbedrijf van Vredestein verder. Voor de laarzen ontwikkelde het bedrijf voor de laarzen in begin jaren 80 de sterke, lichte en isolerende kunststof Purofort en later de zuurbestendige van pvc afgeleide kunststof Acifort. De productie van banden ging naar Vredestein in Enschede. Het bedrijf richtte zich nog uitsluitend op de productie van laarzen en kocht in de jaren 90 verschillende fabrieken van laarzen op. In 2004 werd het bedrijf via Gilde Investment uitgekocht en daardoor kon het zelfstandig verder. De Vredestein laarzentak werd in datzelfde jaar toegevoegd en ook het merk Dunlop kwam via overnames in handen van Hevea. Onder deze internationaal bekende naam verkocht het bedrijf de producten beter dan onder de naam Hevea.
Begin 2007 stootte het bedrijf de consumententak af en ging alleen nog verder met de productie van werklaarzen. Het bedrijf heeft nu, behalve de fabriek in Raalte, ook fabrieken in Cork (Ierland) en Leiria (Portugal). Het bedrijf, dat formeel nog steeds Hevea heet, draagt naar buiten toe de naam Dunlop Protective Footwear. Met de overname in 2016 van het onder Bata Shoe Company vallende leidinggevende Amerikaanse laarzenmerk ONGUARD werd ook de Verenigde Staten nu een thuismarkt. Hevea was met het merk Dunlop nu ook de wereldmarktleider in werklaarzen geworden.

### Filialen
Voor de snelle verkoop beschikte het bedrijf in 1928 over districtskantoren met magazijnen in een achttal steden: Den Bosch, Maastricht, Utrecht, Leeuwarden, Amsterdam, Groningen, Rotterdam en Arnhem.

## Heveadorp

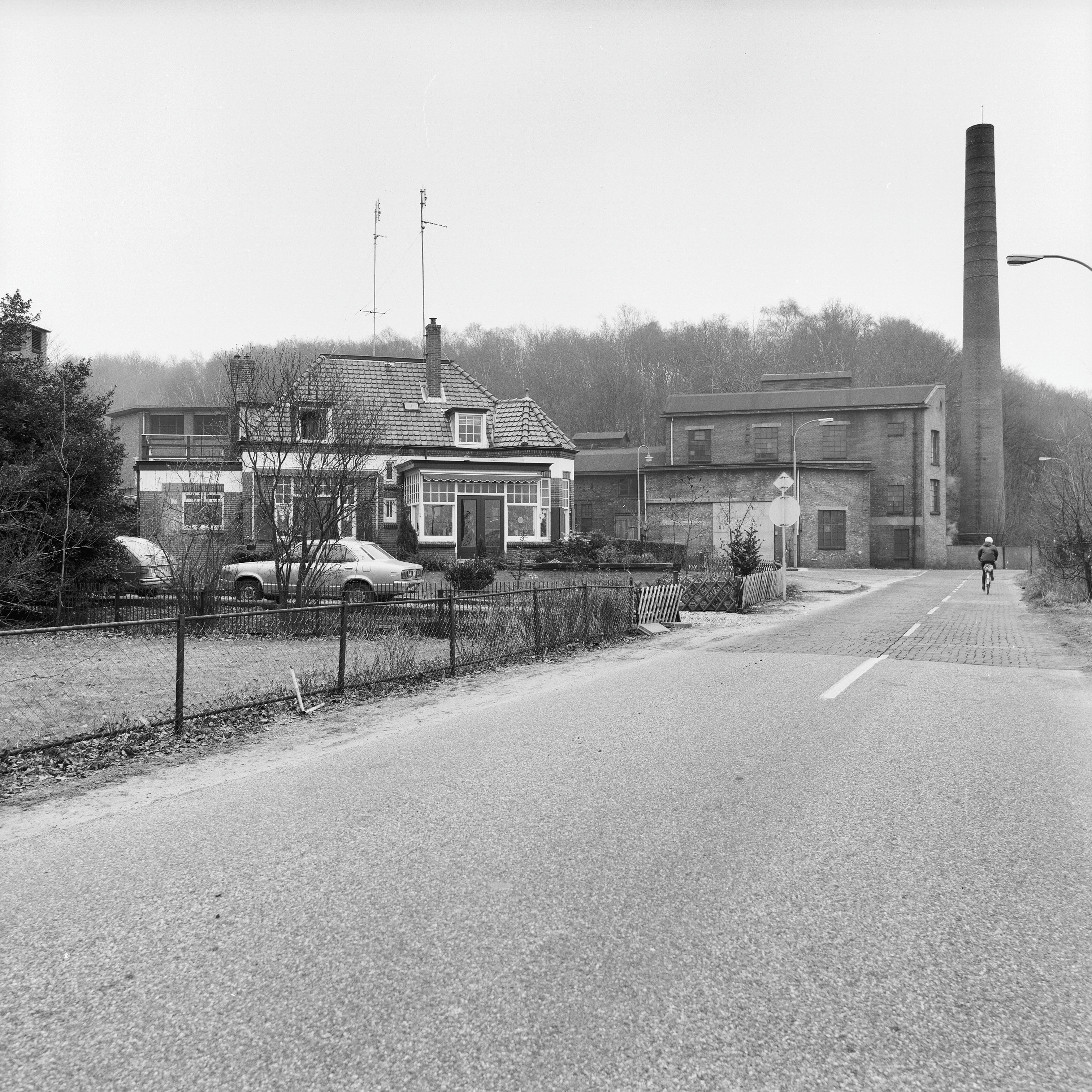
De benedenfabriek met links de dubbele directiewoning Huize Rijngoud

Met de bouw van de door architect Jan Rothuizen ontworpen huizen voor de meeverhuizende werknemers van het bedrijf uit Hoogezand werd begonnen in 1916 en de laatste woningen waren in 1918 gereed.
Het dorp lag te ver afgelegen van de overige bewoning in de streek, zodat het op zichzelf was aangewezen met de voorzieningen. Het had een eigen bakkerij en kruidenier, twee cafés, een Groene-kruisgebouw en een lagere school, en het had een eigen fanfare en een mannen- en vrouwenkoor, een gymnastiekclub en een voetbalvereniging. In 1919 kreeg het dorp een brievenbus, waarbij het dorp officieel de naam Heveadorp kreeg.

## Rederij
Het bedrijf runde behalve de fabriek en de verhuur van woningen, ook nog een rederij, Rederij Huis ter Aa, met twee passagiersboten (Huis ter Aa I en II) voor retourvaartochten over de Rijn vanaf Arnhem naar Huis ter Aa, de Hunneschans de Duno of de Westerbouwing. Deze dienst bestaat nog steeds tussen Arnhem en de Westerbouwing, zij het onder een andere rederij.

## Trivia
- Het bedrijf had vanaf 1919 een eigen bedrijfsblad, de Hevea-Bode, later: de Hevea Heraut.[10]
- Een klein museum over Hevea is sinds 2016 te bezoeken in een doe-het-zelf winkel in Doorwerth. In twee vitrines zijn verscheidene attributen in een wisselende tentoonstelling te zien.
- De (oud-)werknemers van het bedrijf noemen zich Heveanen.
- Onder de naam HEVEA vindt ook productie plaats van natuurrubber fopspenen en bijtringen, en zuigflessen met natuurrubber speen.